# Swan Lake, Manitoba
Swan Lake är en sjö i Kanada.   Den ligger i provinsen Manitoba, i den sydöstra delen av landet, 2 000 km väster om huvudstaden Ottawa. Swan Lake ligger 257 meter över havet.
Trakten runt Swan Lake är nära nog obefolkad, med mindre än två invånare per kvadratkilometer.